# Fengman
Fengman är ett stadsdistrikt i Jilin i Jilin-provinsen i nordöstra Kina.